# バルヴェアード卿
バルヴェアード卿（英: Lord Balvaird）は、スコットランド貴族のロード・オブ・パーラメント。バルヴェアード領主アンドリュー・マレーが1641年に叙されたことを発端とするが、現在はストーモント子爵を経てマンスフィールド伯爵の従属爵位として現存する。

## 歴史

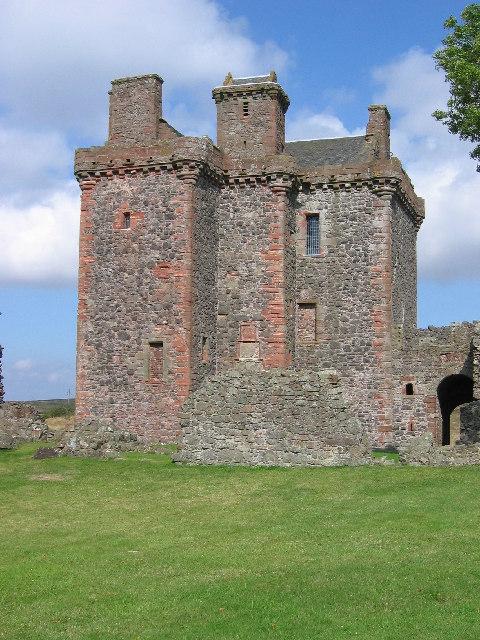
一族の居城バルヴェアード城

マレー家はバルヴェアード封建領主を務める旧家で、その祖アンドリュー・マレー(?-1644)はスコットランド国教会に属する牧師であった。彼の晩年に国王チャールズ1世が国教会祈祷書の押し付けを図ると、スコットランド貴族と国民は強硬に反発、国民盟約を締結するに至った。アンドリューはこの盟約に署名した2人目の人物である一方、対イングランド強硬派には融和を促した。その後、国王側近の第3代ハミルトン侯爵はこうした彼の貢献をチャールズ1世に報告したことで、彼は1641年11月17日にバルヴェアード卿(Lord Balvaird)に叙されるに至った。彼ののちはその息子デイヴィッドが爵位を襲っている。
2代卿デイヴィッド(?-1668)は1642年に親族ジェームズ・マレーの死去に伴う特別継承権の発動によって、ストーモント子爵を継承している。また、その子孫がさらに親族からマンスフィールド伯爵を相続したため、バルヴェアード卿は伯爵位の従属爵位として現在に至っている。

## バルヴェアード卿（1641年）
- 初代バルヴェアード卿アンドリュー・マレー（英語版） (?-1644)
- 第2代バルヴェアード卿デイヴィッド・マレー (?-1668) (1658年にストーモント子爵位継承)

以降の歴代卿はストーモント子爵とマンスフィールド伯爵を参照。